# STS-33
La STS-33 è una missione spaziale del Programma Space Shuttle.
La missione è stata realizzata per conto del dipartimento della difesa americano e quindi molti dettagli del volo sono secretati.

## Equipaggio
- Frederick D. Gregory (2) - Comandante
- John E. Blaha (2) - Pilota
- F. Story Musgrave (3) - Specialista di missione
- Manley L Carter, Jr. (1) - Specialista di missione
- Kathryn C. Thornton (1) - Specialista di missione

Tra parentesi il numero di voli spaziali completati da ogni membro dell'equipaggio, inclusa questa missione.

## Parametri della missione
- Massa:
  - Carico utile: Magnum ELINT satellite ~ 3000 kg
  - Booster: IUS upper stage ~ 18 kg
- Perigeo: 207 km
- Apogeo: 214 km
- Inclinazione orbitale: 28.5°
- Periodo: 1 ora, 28 minuti, 42 secondi